# 嘉祥寺 (田尻町)
嘉祥寺（かしょうじ）は、大阪府泉南郡田尻町の大字。

## 地理
田尻町中央部から東部に位置する。田尻町役場が置かれ、田尻町の行政上の中心である。北はりんくうポート北、泉佐野市羽倉崎、東は泉佐野市羽倉崎上町、南中岡本、南は泉佐野市南中樫井、西は吉見に隣接する。

## 歴史
地名の由来は、当地に同名の寺院があったとする説と、山城国紀伊郡深草（現・京都市伏見区深草坊町）にある嘉祥寺の寺領であったとする説がある。
近世の日根郡嘉祥寺村は岸和田藩浦奉行支配の9ヶ浦のひとつで、村内は陸方と浦方に分かれていた。

## 世帯数と人口
2020年（令和2年）5月1日現在（田尻町発表）の世帯数と人口は以下の通りである。
| 大字   | 世帯数    | 人口    |
| ------ | --------- | ------- |
| 嘉祥寺 | 1,307世帯 | 3,004人 |

### 人口の変遷
国勢調査による人口の推移。
| 1995年（平成7年）  | 2,832人 | [ 5 ] |  |
| 2000年（平成12年） | 2,608人 | [ 6 ] |  |
| 2005年（平成17年） | 2,592人 | [ 7 ] |  |
| 2010年（平成22年） | 3,063人 | [ 8 ] |  |
| 2015年（平成27年） | 2,961人 | [ 9 ] |  |

### 世帯数の変遷
国勢調査による世帯数の推移。
| 1995年（平成7年）  | 880世帯   | [ 5 ] |  |
| 2000年（平成12年） | 864世帯   | [ 6 ] |  |
| 2005年（平成17年） | 943世帯   | [ 7 ] |  |
| 2010年（平成22年） | 1,120世帯 | [ 8 ] |  |
| 2015年（平成27年） | 1,129世帯 | [ 9 ] |  |

## 事業所
2016年（平成28年）現在の経済センサス調査による事業所数と従業員数は以下の通りである。
| 大字   | 事業所数  | 従業員数 |
| ------ | --------- | -------- |
| 嘉祥寺 | 112事業所 | 879人    |

## 交通
- 国道26号
- 大阪府道63号泉佐野岩出線（大阪府道204号堺阪南線と重複）
- 大阪府道250号鳥取吉見泉佐野線（孝子越街道）

## 施設
- 田尻町役場
- 田尻町立田尻中学校

## その他

### 日本郵便
- 郵便番号 : 598-0091[3]（集配局：泉佐野郵便局[11]）。